# Oliver Neuville
Oliver Neuville (nascut l'1 de maig de 1973 a Locarno, Suïssa) és un futbolista alemany, que juga com a davanter. És fill de pare alemany i mare italiana.

## Carrera
Format a les files del club de la seua ciutat natal, Neuville va començar a destacar a les files del Servette FC, amb qui va guanyar la lliga 93/94. Deixa el club suís el 1996 per fitxar pel CD Tenerife, de la lliga espanyola, i a l'any següent s'incorpora al FC Hansa Rostock, de la Bundesliga.
En 1999 passa al Bayer Leverkusen, on roman cinc anys fins que el 2004 fitxa pel Borussia Mönchengladbach

## Selecció
Després de triar la selecció alemanya de futbol, ha estat present en 69 partits i ha marcat 10 gols. Neuville va estar present en el combinat del seu país que va quedar finalista al Mundial 2002, a Corea i Japó. El davanter va marcar un gol en vuitens davant Paraguai. Quatre anys després, a la cita del Mundial d'Alemanya, va tornar a marcar, en aquest cas a primera ronda davant Polònia, un gol assolit amb el temps complert.
També ha estat present a la Copa Confederacions 1999 i a l'Eurocopa 2008.